# Eduardo Marques
Eduardo Marques (født 26. juni 1976) er en tidligere brasiliansk fodboldspiller.